# Heide Pils
Heide Pils (* 2. April 1939 in Heidenreichstein) ist eine österreichische Grafikerin, Journalistin, Fernseh-Redakteurin, Buch- und Drehbuchautorin und Fernsehregisseurin.

## Leben
Heide Pils wurde in Heidenreichstein geboren und ist dort aufgewachsen. Sie studierte an der Hochschule für Angewandte Kunst in Wien und arbeitete zunächst als Grafikerin, Journalistin und ORF-Redakteurin. Seit 1975 ist sie Drehbuchautorin und Regisseurin.
Sie kann auf zahlreiche Dokumentar- und Spielfilme verweisen, die sie im Auftrag des ORF, ARD, ZDF, RTL und SAT1 geschaffen hat, verfasst Artikel für Zeitungen und Magazine und ist Buchautorin. Sie lebt in Wien und im Waldviertel.
Jetzt in der Pension betreibt sie noch ein kleines Ferienhaus im Waldviertel.

## Filmografie (Auswahl)
- 1983: Der grüne Stern (Regie und Drehbuch), Verfilmung von Der grüne Stern von Hans Weigel
- 1986: Die Frau des Reporters (Regie und Drehbuch)
- 1996: Das Ende eines normalen Tages (Regie und Drehbuch)
- 1999: Ein Herz wird wieder jung (Regie und Drehbuch)

## Auszeichnungen
- 1972 Dr.-Karl-Renner-Publizistikpreis (Förderpreis)
- 1973 Fernsehpreis der Österreichischen Erwachsenenbildung: Behindert
- 1982 Erich-Neuberg-Preis für den Film Familienrat
- 1986 DAG-Fernsehpreis in Gold für Die Frau des Reporters (1986)
- 1987 Fernsehpreis der Österreichischen Erwachsenenbildung: für die Verfilmung des Romans von Alfons Petzold Das rauhe Leben
- 2006 Nominiert für den Europäischen CIVIS-Fernsehpreis: Die Schrift des Freundes. Fernsehfilm (ORF/ARTE), Autoren: Heide Pils, Fabian Eder / Regie: Fabian Eder/Redaktion: Helmut Fürthauer (ORF), Andreas Schreitmüller (ARTE)